# Música del Clasicismo

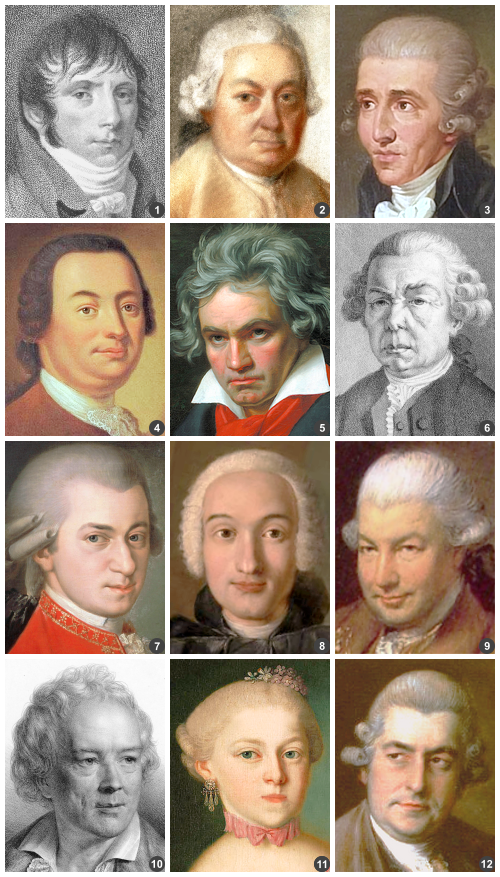
1. Luigi Cherubini
2. Carl Philipp Emanuel Bach
3. Joseph Haydn
4. Johann Christoph Friedrich Bach
5. Ludwig van Beethoven
6. Franz Xaver Richter
7. Wolfgang Amadeus Mozart
8. Luigi Boccherini
9. Carl Friedrich Abel
10. Christoph Willibald Gluck
11. Maria Anna Mozart
12. Johann Christian Bach

El término clasicismo es el nombre del estilo de la música culta europea desarrollado aproximadamente entre 1750 y 1820. Sus principales exponentes fueron Joseph Haydn y Wolfgang Amadeus Mozart, y posteriormente Ludwig van Beethoven y Franz Schubert quienes impulsaron la transición al romanticismo. Coincide con la época cultural y artística (en la arquitectura, la literatura y las demás artes) hoy denominada Neoclasicismo. Tuvo sus grandes centros de difusión en Berlín, París, Mannheim y, sobre todo, Viena. Se caracteriza por la claridad de las texturas, la simetría de las frases, la consolidación de la tonalidad plena y el establecimiento de las formas musicales clásicas (sinfonía, sonata, cuarteto, concierto).
Otros de los grandes compositores del período fueron Carl Philipp Emanuel Bach, Johann Christian Bach, Luigi Boccherini, Domenico Cimarosa, Joseph Martin Kraus, Muzio Clementi, Christoph Willibald Gluck, Carl Ditters von Dittersdorf, André Grétry, Pierre-Alexandre Monsigny, Leopold Mozart, Michael Haydn, Giovanni Paisiello, Johann Baptist Wanhal, François-André Danican Philidor, Niccolò Piccinni, Antonio Salieri,  Etienne Nicolas  Mehul, Georg Christoph Wagenseil, Georg Matthias Monn, Johann Gottlieb Graun, Carl Heinrich Graun, Franz Benda, Georg Anton Benda, Johann Georg Albrechtsberger, Mauro Giuliani, Christian Cannabich y Chevalier de Saint-Georges. Mientras que otras figuras de transición al romanticismo fueron  Johann Nepomuk Hummel, Luigi Cherubini, Gaspare Spontini, Gioachino Rossini, Carl Maria von Weber, John Field, Jan Ladislav Dussek y Niccolò Paganini.
Este período es también referido como la era de la Primera Escuela de Viena ya que Gluck, Haydn, Salieri, Mozart, Beethoven y Schubert trabajaron en Viena.

## Denominación
En cambio las restantes artes  descubrían y copiaban en esta época los antiguos modelos grecorromanos, los muy escasos restos musicales conocidos de la música de la Antigüedad eran insuficientes para basarse en ellos, por lo que el clásico es un estilo musical nuevo.

## Estética y características generales
El siglo XVIII fue el de la Ilustración, y su estética se trasladó al estilo musical: gusto por lo natural, lo equilibrado y lo claro; rechazo del artificio y el exceso de sofisticación de la música barroca; imitación de la naturaleza, en forma de estructuras simples y frases simétricas similares a las de la música folclórica; en la ópera, verosimilitud y cercanía al espectador de los argumentos, e integración íntima del drama y la música.
Además el público de la música culta se extendió de la vieja aristocracia a la pujante burguesía, que compraba masivamente ediciones de partituras y llenaba los teatros de ópera y de concierto, lo que impulsó a los compositores a acercar su estilo a lo popular. La difusión de la música aumentó y se internacionalizó, y con ella la fama de los compositores más destacados, de modo que el estilo se unificó en toda Europa y los autores más conocidos hicieron frecuentes giras por las principales capitales del continente.
Como consecuencia de todo ello las características principales de la música del Clasicismo son:
- Uso de la textura de melodía acompañada, consistente en el predominio de la voz más aguda, que centra el interés en su melodía, mientras el resto de instrumentos la acompañan; sólo en ocasiones se usa la homofonía o la polifonía imitativa. El acompañamiento es ya escrito explícitamente (desuso del bajo continuo).
- Melodías de un mayor carácter cantabile y simétricas, con frases estructuradas en antecedente y consecuente (o pregunta y respuesta), que típicamente se cierran en las armonías de dominante y tónica, respectivamente.
- Armonías muy claras y funcionales, basadas en los acordes de tónica, dominante y subdominante, que estructuran las frases y la forma musical con cadencias muy claras. El ritmo armónico (velocidad a la que cambian los acordes) suele ser más lento que en el Barroco: es típico el acompañamiento arpegiado llamado bajo de Alberti en el piano, o el trémolo en el acompañamiento orquestal.
- Se escribe mucha más música en modo mayor (más alegre) que en modo menor. Se amplía el campo de las modulaciones y se usan tonalidades cada vez con más alteraciones.
- Compás muy claro y regido también por la armonía.
- Se amplía la orquesta y su rango dinámico. Cada vez se escribe en detalle una mayor variedad de dinámicas y articulaciones, dejando menos espacio a la interpretación del ejecutante.
- Se usan formas estandarizadas (en particular la llamada forma sonata) pero con gran interés y variedad en la estructura interna de la música. Es en este periodo cuando se definen claramente las formas y estructuras en las que se basa la música culta occidental casi hasta nuestros días: la sonata, la sinfonía, el cuarteto y el concierto clásico.

## Periodos y autores de la música del Clasicismo

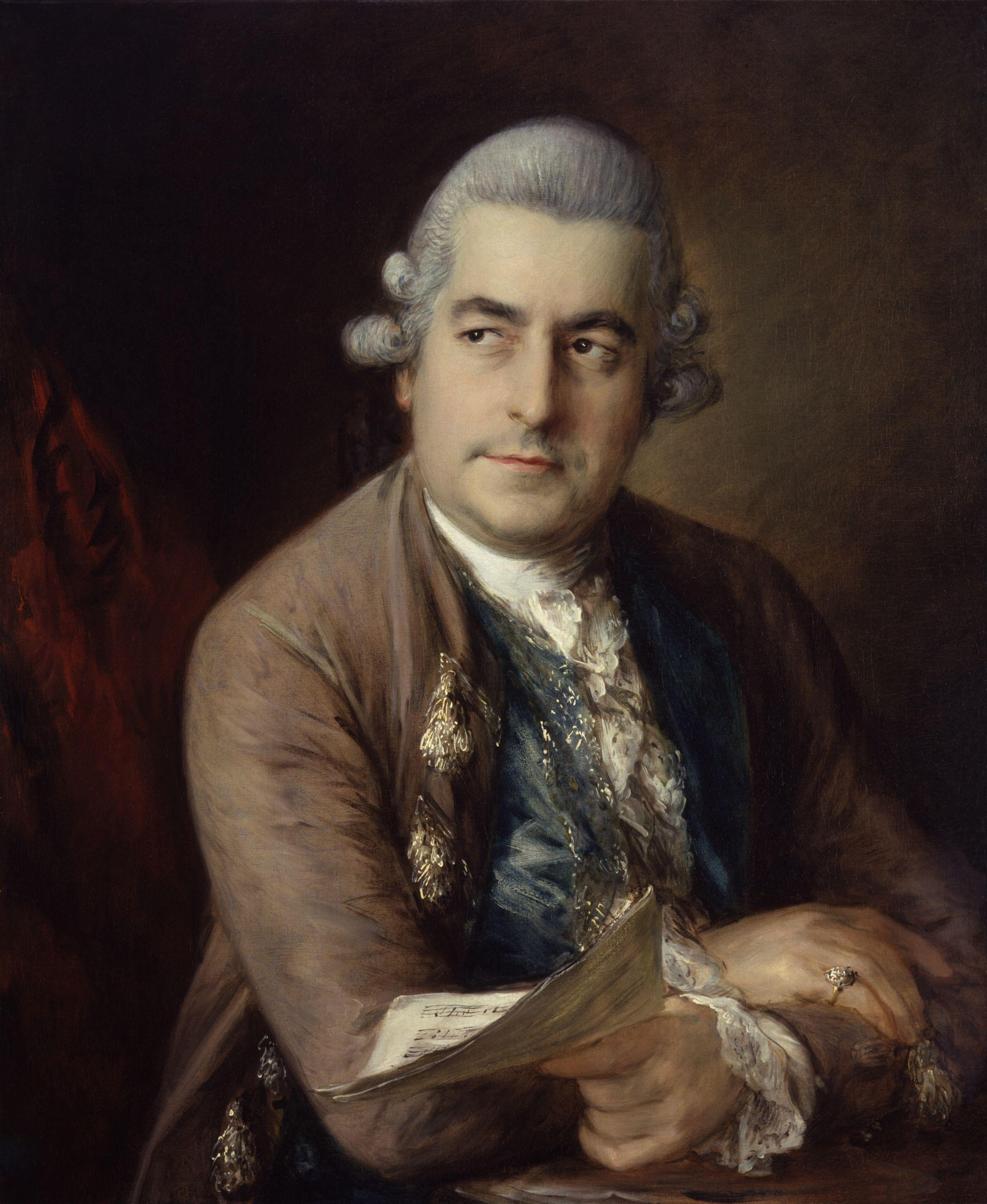
Johann Christian Bach, hijo de Johann Sebastian Bach, retratado por Thomas Gainsborough, 1776.

### Los estilos preclásicos
A mediados del XVIII convivieron diversas corrientes musicales. El Rococó o estilo galante, ejemplificado por Johann Christian Bach hijo de Johann Sebastian Bach y conocido como el Bach de Londres, se caracterizó por el paso de las texturas complejas a melodías claras con acompañamientos sencillos, y la creación de estructuras formales bien definidas con secciones claramente articuladas: una fusión de la claridad formal de la música francesa con las innovaciones armónicas y estructurales del estilo italiano, como las del sinfonista milanés Giovanni Battista Sammartini. En Alemania surgió el Empfindsamer Stil o estilo sentimental, que buscaba la expresión directa y natural de sentimientos, y que practicaron Wilhelm Friedemann Bach y Carl Philipp Emmanuel Bach (el Bach de Berlín), hijos ambos también de Johann Sebastian.
Una de las figuras decisivas en la fijación de la forma sonata fue el compositor italiano Domenico Scarlatti. El estilo de sus obras era innovador porque utilizaba estructuras claras, y melodías con acompañamientos cada vez más comprensibles para el oyente. Otro compositor influyente fue Christoph Willibald Gluck, reformador operístico que pretendió volver a una fusión de música y texto, restandole importancia a la improvisación de ornamentos típica del bel canto y atendiendo más a la modulación como forma de articular las escenas dramáticas.
En el campo sinfónico fue fundamental la aportación de la Escuela de Mannheim, cuya orquesta de corte estuvo en la vanguardia de la técnica orquestal (cambios dinámicos espectaculares, introducción de los clarinetes...). A esta escuela pertenecieron Johann Stamitz, Franz Xaver Richter, Carl Stamitz, Franz Ignaz Beck y Christian Cannabich.

### 1750 a 1775

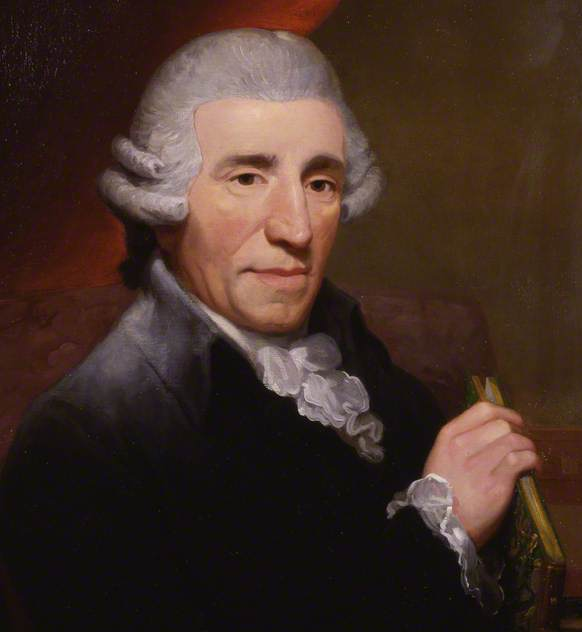
Joseph Haydn, retratado por Thomas Hardy, 1792.

Para la década de 1750 las formas instrumentales como el concierto y la  sinfonía (ésta originalmente la mera obertura de las óperas) habían ganado la suficiente fuerza como para ser interpretadas independientemente de la música vocal, y tenían gran aceptación en las cortes.
El compositor del momento era Franz Joseph Haydn. Además de escribir sinfonías de estructura claramente clásica, escribió sonatas para pianoforte, el nuevo instrumento de teclado en plena fase de perfeccionamiento y que permitía mayores capacidades expresivas. Fue considerado también el gran creador del cuarteto de cuerda, pues sus obras para esta formación, de gran refinamiento melódico y armónico, dieron una importancia similar a los cuatro instrumentos y fijaron la forma, lo que contribuyó a que el cuarteto quedase establecido hasta nuestros días.
Hacia 1770 surgió el estilo llamado Sturm und Drang, inspirado en una especie de protorromanticismo literario del mismo nombre que podemos ejemplificar en el Werther de Goethe, y que en música produjo obras sinfónicas de ambiente trágico y apasionado, casi todas en modo menor, como algunas sinfonías de Haydn y C.P.E. Bach.

### 1775 a 1820

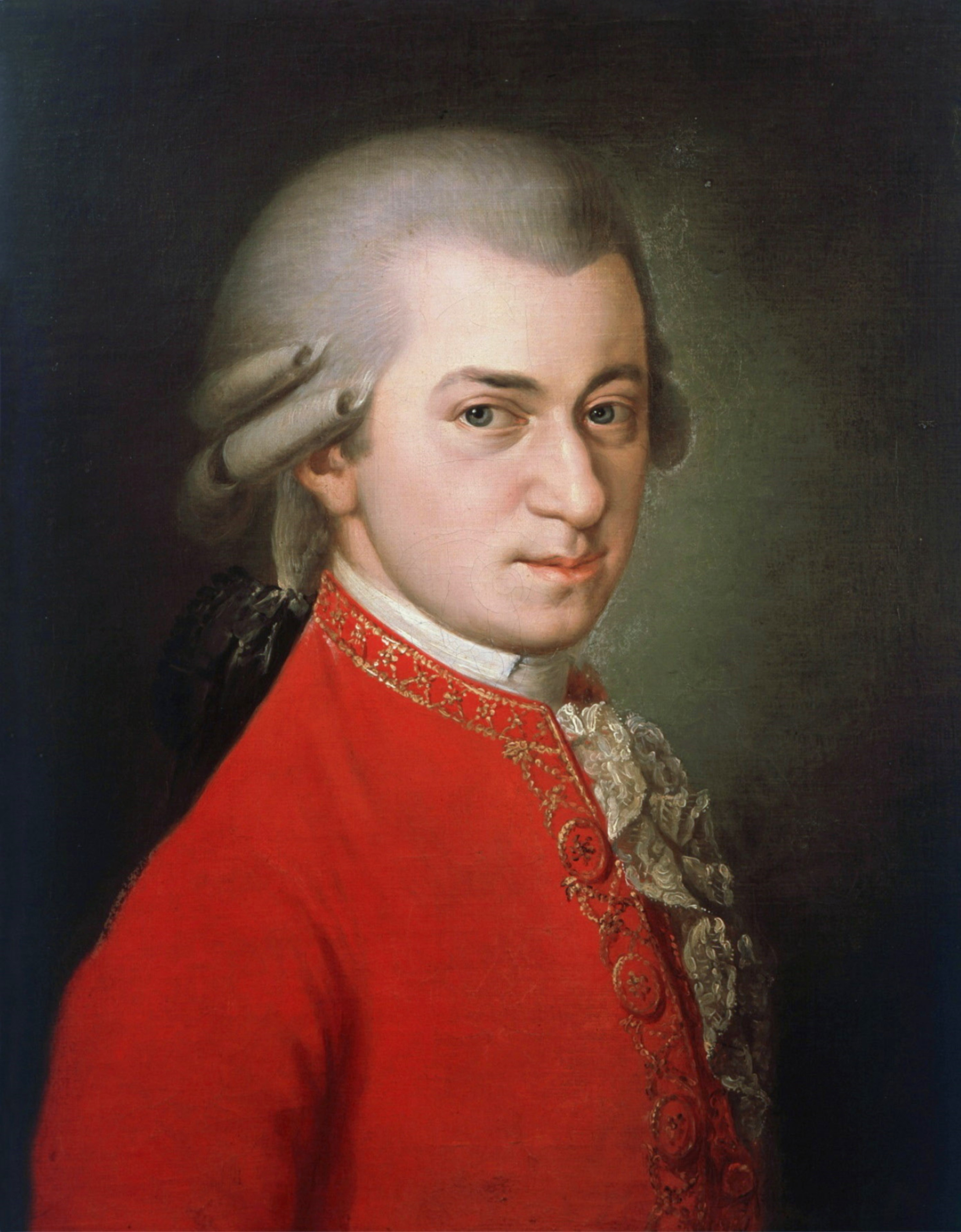
Wolfgang Amadeus Mozart, en retrato póstumo de Barbara Krafft, 1819.

El centro de gravedad de la música europea se situó en Viena, donde un joven compositor comienza a revolucionar la ópera y el concierto: Wolfgang Amadeus Mozart. Aunque se basó en los aportes de Haydn, Mozart prefería melodías más cantables, al estilo italiano. Además en sus obras se aprecian más cromatismos y otras modificaciones armónicas. En cuanto a la instrumentación, utiliza más variedad de instrumentos, en ricas combinaciones tímbricas.
En la década de 1780 Muzio Clementi adquiere prestigio con sus sonatas y estudios para piano. Este compositor incentivó la extensión de la tesitura del instrumento, entre otras modificaciones que brindaron nuevas posibilidades. Similar papel jugó para el violonchelo Luigi Boccherini, italiano afincado en España.

### Beethoven y el paso al Romanticismo

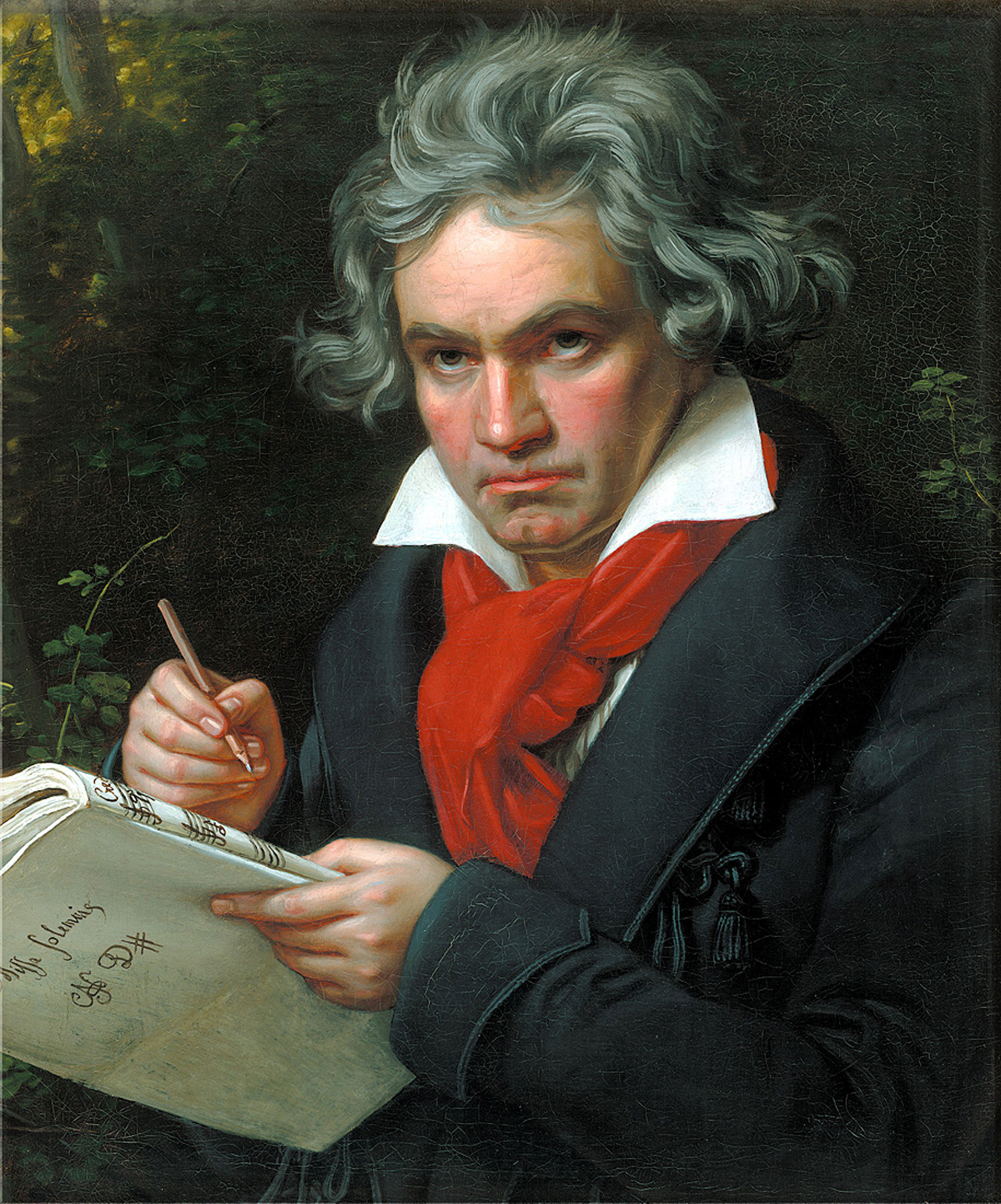
Ludwig van Beethoven, retratado por Joseph Karl Stieler, 1820.

Una nueva generación de compositores formada por Johann Nepomuk Hummel, Luigi Cherubini, Gaspare Spontini, Gioachino Rossini y Ludwig van Beethoven comenzó a cobrar importancia. Formalmente, la sección de desarrollo de la forma sonata se hizo cada vez más compleja. También se complicaron los acompañamientos para crear texturas más ricas, y la armonía se volvió más flexible y elaborada. El piano ocupó un lugar central. Beethoven fue el que produjo los cambios más profundos en el estilo y por ello es considerado el responsable de la transición hacia el periodo romántico. Sus principales aportes fueron las innovaciones armónicas, y la búsqueda de una mayor expresividad. También fue un pionero en cuanto a la orquestación de sus sinfonías, ya que utilizó muchos instrumentos que no formaban parte de la orquesta y esto impulsó la ampliación de la misma.

## Las formas musicales del Clasicismo
En este periodo se establecen las principales formas musicales vigentes hasta entrado el siglo XX, y las estructuras que las rigen; entre estas estructuras se destaca la llamada forma sonata, implementada en los primeros movimientos de la mayoría de las formas musicales del momento (sonata propiamente dicha, cuarteto, sinfonía, concierto, etc.).

### Formas instrumentales
Las formas instrumentales del Clasicismo reciben su nombre según el conjunto al que están destinadas:
- La sonata está escrita para un instrumento solista (generalmente el piano), o bien para piano y un segundo instrumento (violín, flauta, etc.).
- El trío, el cuarteto, el quinteto... denominan a obras escritas respectivamente para tres, cuatro, cinco... instrumentos. Entre estas combinaciones quedan fijadas algunas plantillas, como la del cuarteto de cuerda o el quinteto de viento.
- La serenata, el divertimento y la casación suelen estar escritas para un conjunto de tamaño medio (pequeña orquesta de cuerdas, banda de viento), para ser interpretados al aire libre.
- El concierto está escrito para un instrumento solista y orquesta.
- La sinfonía es una obra escrita para orquesta sinfónica.

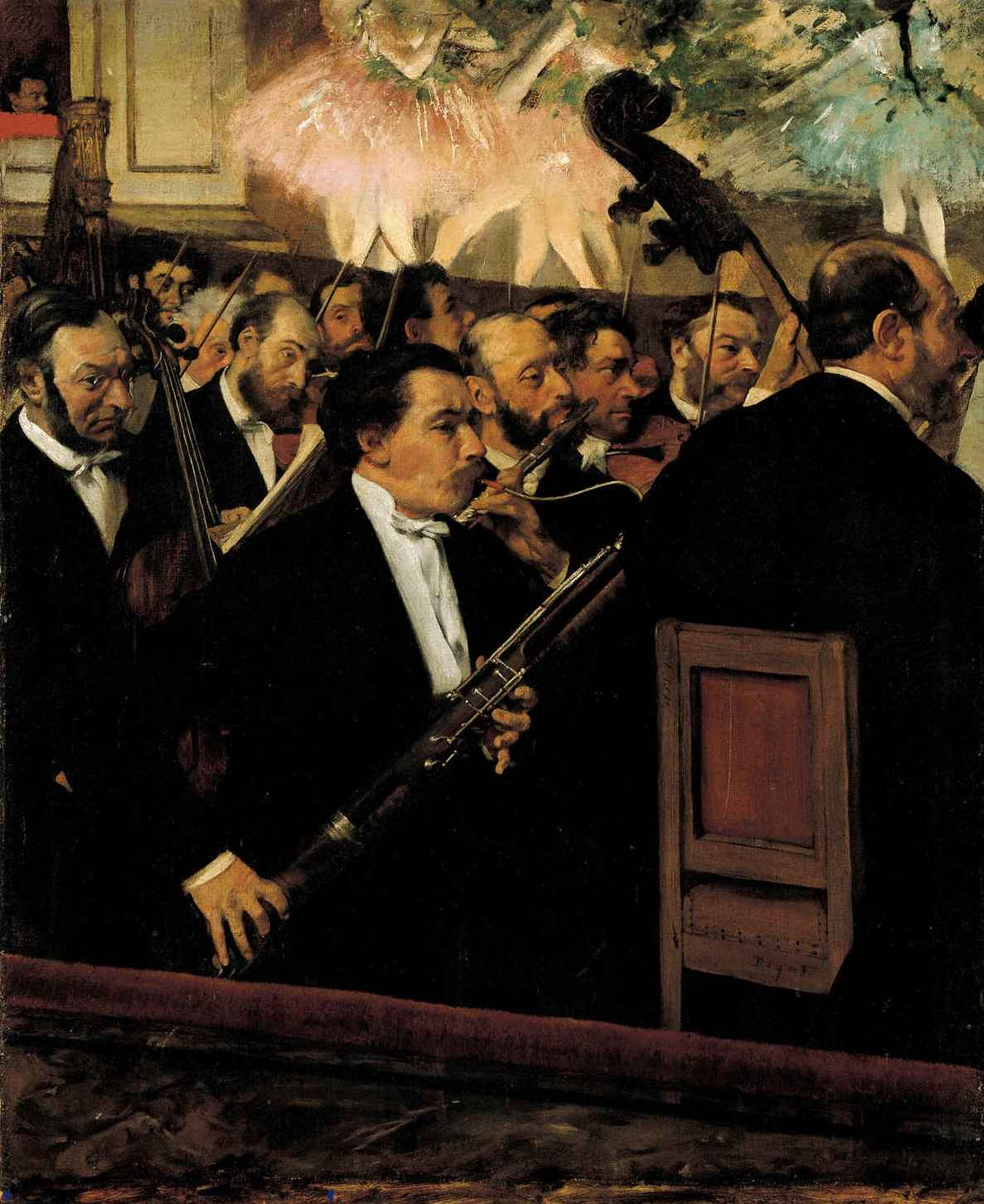
L'orchestre de l'Opéra, cuadro de Edgar Degas, 1870.

Todas estas obras son estructuradas de modo similar, tomando como modelo la sonata. Tiene esta tres o cuatro movimientos:
- En el primero se sigue un esquema con tres partes: primero una exposición en la que el compositor nos presenta dos temas, uno enérgico, en la tonalidad principal, y otro más melódico, en la dominante o el relativo mayor. En segundo lugar, el desarrollo, en el que se establece un conflicto entre los dos temas, que son fragmentados, transportados, variados... Finalmente la reexposición, en la que la tensión armónica se resuelve al volver a escucharse los temas iniciales en la misma tonalidad.
- El segundo movimiento, lento, suele ser más melodioso, utilizándose la forma lied, de estructura ternaria y carácter lírico.
- El tercer movimiento tiene un carácter más desenfadado, generalmente en forma de minueto, danza de origen francés, o de scherzo (en el caso de Beethoven).
- En el cuarto movimiento se adopta casi siempre la forma rondó, que alterna un tema principal a modo de estribillo, en la tonalidad principal, con episodios en otros tonos.

En la sonata propiamente dicha los compositores solían prescindir a veces de alguno de los cuatro movimientos canónicos, a su elección. El concierto nunca tiene minueto, quedando por tanto estructurado siempre en sólo tres movimientos. Los divertimentos y serenatas, por el contrario, solían ampliar la secuencia habitual con algún movimiento suplementario.
Si bien la mayoría de los instrumentos sinfónicos ya existían desde el Barroco, muchos de ellos cambian y se adaptan a los nuevos requerimientos estilísticos y de composición de la época: así, los de viento aumentan el número de agujeros y llaves para adaptarse a las tonalidades con muchas alteraciones. Algunos instrumentos que surgen en este periodo son el pianoforte, el arpeggione y el clarinete, mientras pierden vigencia casi hasta su extinción la viola da gamba, el clavicordio, la flauta dulce (que volverá a renacer en el siglo XX), el bajón y el laúd, entre otros. El fortepiano se impuso sobre el clave de tal forma que pasó a ocupar un lugar central en la música de cámara e incluso en los conciertos solistas.
Este es un periodo clave también para la orquesta porque se configura la orquesta sinfónica como tal, por influencia de Mozart, Haydn y la escuela de Mannheim. De la orquesta de cámara heredada del Barroco se mantiene la sección de cuerdas como base, aunque esta es ampliada en número y suele complementarse con al menos un par de oboes y de trompas. Al avanzar el siglo queda fijada la sección de instrumentos de madera a dos: dos flautas traveseras, dos oboes, dos clarinetes y dos fagotes. La sección de metal solía incluir entre dos y cuatro trompas, dos trompetas (con timbales) y, ocasionalmente, uno o varios trombones. Se abandona la práctica del bajo continuo, y con ello el clavecín en la orquesta, salvo para los recitativos operísticos.

### Las formas vocales

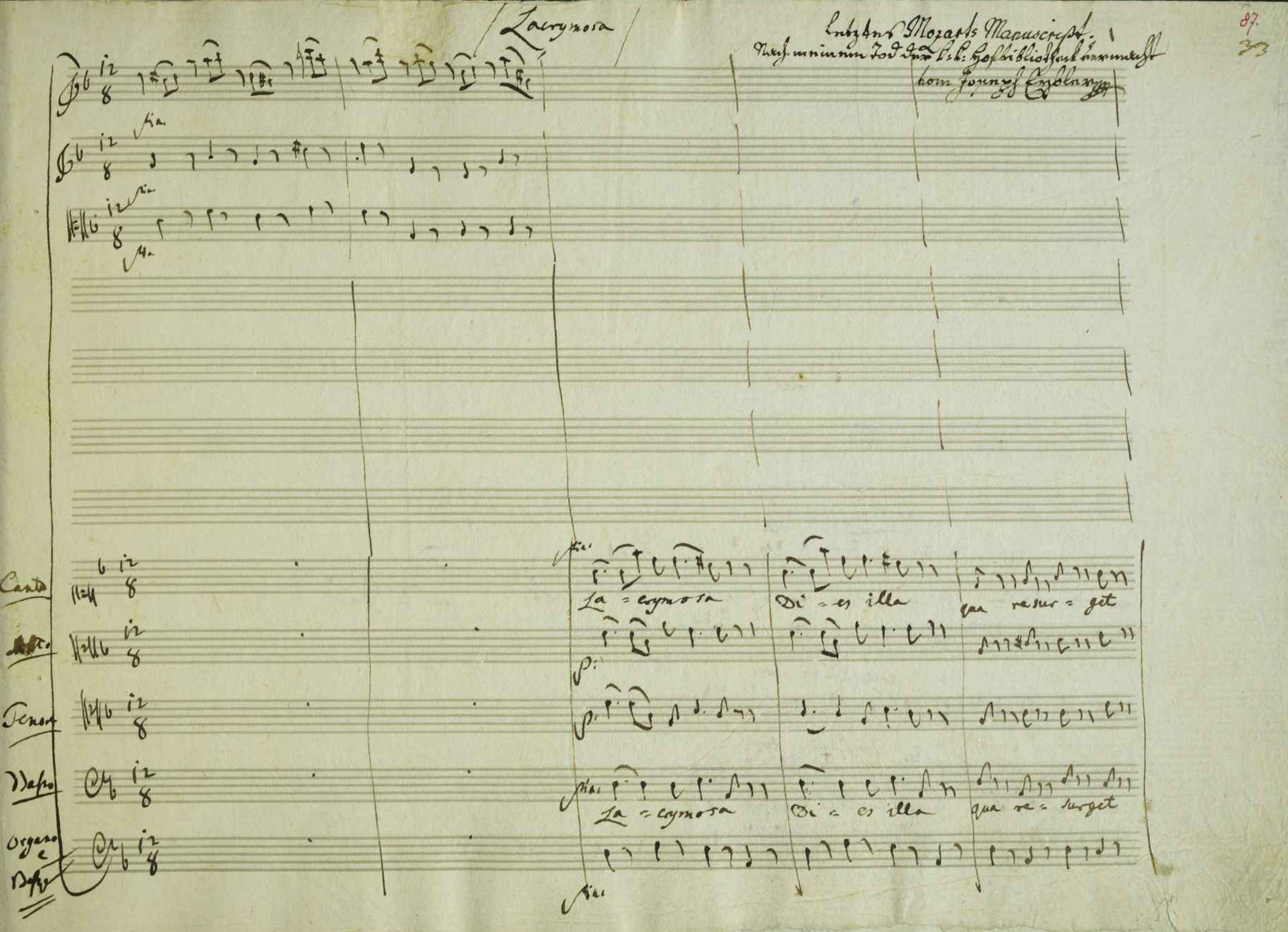
Manuscrito del Requiem de Mozart: inicio del Lacrimosa.

#### La ópera
Ya desde inicios del siglo XVIII se había convertido en un fastuoso espectáculo de corte, a través del cual los monarcas y aristócratas exhibían su esplendor. Los temas se referían a la mitología y a la historia antigua y representaban grandes tragedias heroicas, montadas con gran aparato: era la llamada ópera seria, cantada en italiano.
Por el contrario, las clases sociales menos favorecidas contaban con su propio teatro musical, la ópera buffa, pequeñas actuaciones satírico-burlescas. De breve duración y argumento simple, recurren a la expresión directa en lenguaje coloquial y se sirven de dos o tres personajes solamente, reduciendo al máximo los elementos musicales, en los que desde luego están ausentes los coros y cobra la mayor importancia la melodía popular de fácil construcción. La ópera buffa ganó importancia y nivel artístico durante el Clasicismo, y aparecieron además versiones nacionales, escritas en la lengua local y con diálogos en lugar de recitativos, como el singspiel en Alemania, la ballad opera en Inglaterra, la zarzuela en España y la opéra-comique en Francia.

#### La música religiosa
Un gran número de compositores siguió adscrito al servicio de la Iglesia, y continuaron escribiendo por tanto formas religiosas como la misa y el motete, en general para orquesta, coro y solistas, y en un estilo deliberadamente arcaico. Un ejemplo muy conocido de este género es el Réquiem de Mozart.